# Labatut (Ariège)
Labatut – miejscowość i gmina we Francji, w regionie Oksytania, w departamencie Ariège.
Według danych na rok 1999 gminę zamieszkiwało 79 osób, a gęstość zaludnienia wynosiła 22 osób/km² (wśród 3020 gmin regionu Midi-Pireneje Labatut plasuje się na 983. miejscu pod względem liczby ludności, natomiast pod względem powierzchni na miejscu 1599.).